# Эффект страуса

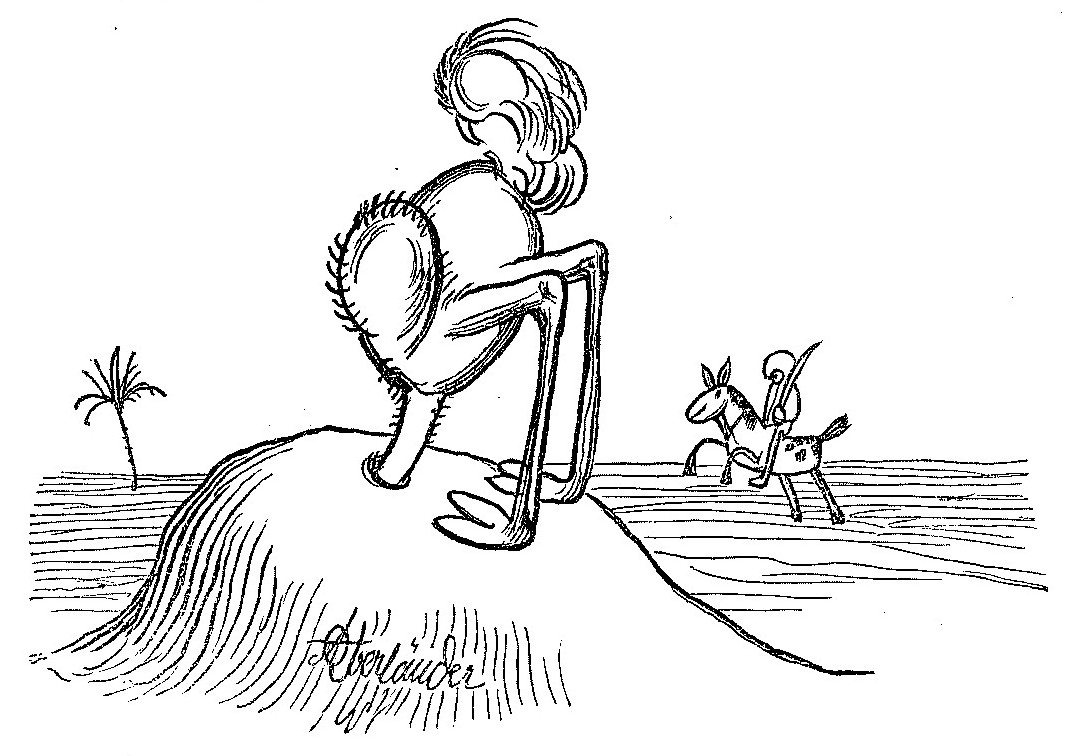

Эффект страуса (англ. Ostrich Effect) — понятие в поведенческой экономике, когнитивное искажение, при котором человек избегает негативные для себя ситуации, игнорируя их. В более широком смысле: избегание информации, которая может вызвать психологический дискомфорт. Наименование феномена произошло от распространенного мифа о том, что страусы прячут свою голову в песок, чувствуя надвигающуюся угрозу.

## Происхождение термина
Эффект страуса во многом базируется на теории селективного влияния, которая утверждает, что люди имеют склонность выбирать для себя информацию, «подкрепляющую их уже существующие взгляды» и им не противоречащую. Эндрю Каплан в своей работе «Fear as a Policy instrument» изучил поведение людей, сталкивающихся с угрозами их здоровью. В результате исследования было выяснено, что большое количество людей предпочитают полностью игнорировать серьёзные угрозы своему же здоровью, к примеру, избегают сдачи анализов. Первыми термин в обиход ввели Орли Сэйд и Дэн Галай, изучив рынок ценных бумаг в Израиле.

## Исследование
Сэйд и Галай в своем исследовании «The „Ostrich Effect“ and The Relationship Between The Liquidity and The Yields Of Financial Assets» изучили израильские государственные облигации и облигации коммерческих банков. Выяснилось, что ликвидные государственные облигации имеют более высокую доходность (облигации с более высокой доходностью считаются более рискованными инвестициями), чем неликвидные облигации коммерческих банков. Почти во всех классах активов, ликвидные активы оцениваются выше, чем их неликвидные аналоги. Такой вывод противоречит устоявшимся процессам на фондовом рынке.
Исследователи изучили ряд таких факторов, как комиссионные брокеры, налоги и штрафы, и обнаружили, что единственным объяснением большей ценности неликвидных облигаций является «эффект страуса»: люди инвестируют в неликвидные облигации, чтобы не беспокоиться о том, что их стоимость будет расти или падать, так как они неприкосновенны минимум год для избежания штрафа.
Ликвидные же облигации могут быть куплены и проданы в любое время: однако они заставляют людей слышать о том, как инвестиции колеблются в стоимости каждый день, что удерживает инвесторов от их приобретения.
Таким образом, Сэйд и Галай обнаружили, что инвесторы предпочитают вкладывать средства в финансовые инструменты, о рисках которых они не будут знать, по сравнению с аналогичными ситуациями, когда о рисках сообщают в финансовом кругу ежедневно.

## Примеры
Несмотря на то, что данный феномен изначально был связан с финансами, примеры эффекта страуса мы можем встретить и в других сферах жизни:
- Медицина: люди не спешат читать результаты анализов, опасаясь, что они будут неблагоприятными.
- Азартные игры: часто игроки не ведут счёт своих фишек, подсознательно отдавая себе отчёт о том, что проиграли слишком много.
- Спортивные ставки: игрок решает не хеджировать ставку, что повышает итоговые риски. Допустим, игрок делает раннюю ставку против спреда и состав меняется в последнюю минуту. Игрок должен хеджировать ставку, но надеется, что все будет хорошо. и старается не задумываться о негативных последствиях раньше времени.
- Повседневные расходы: потратив значительную денежную сумму, человек не спешит проверять свой банковский счёт, делая вид, что его баланс не изменился.

Эффект страуса применим ко многим ситуациям, в которых человек не предпринимает действий, заведомо прогнозируя негативный исход ситуации.

## Критика
В противовес исследованиям, связанным с эффектом страуса, Светлана Герзи опубликовала работу «The meerkat effect: Personality and market returns affect investors’ portfolio monitoring behaviour», которая не показала весомых попыток инвесторов игнорировать и избегать негативной информации, а наоборот обнаружила, что люди стремятся к полному мониторингу своего портфеля ценных бумаг, ведя себя как настороженные сурикаты, которые стремятся уловить угрозу заранее, а не «прячут голову в песок». Такое явление было названо «эффект суриката».